# Sint-Anna-Pede
Sint-Anna-Pede is een dorp in Itterbeek, dat op zijn beurt een deelgemeente is van Dilbeek gelegen in het Pajottenland. Het dankt zijn naam aan de Pedebeek, die door het dorp stroomt.
Sint-Anna-Pede werd al in de eerste helft van de 12e eeuw als "Pethe" vermeld in een schenkingsakte; in latere akten is er sprake van "capelle beatissima Anna in Peda", van "apud Pede juxta nova capella" en ook nog van "Sint-Anna-Pee" en "Sint-Anna-Pée".

## Monumenten en bezienswaardigheden
- de Sint-Annakerk: 13e-eeuwse romaanse kerk, in de 17e eeuw in gotische stijl gerestaureerd, afgebeeld op De parabel der blinden van Pieter Bruegel de Oude. De kerk en de omgeving zijn sinds 1948 beschermd.
- het Bruegelmuseum: 12 grote, kleurechte en weerbestendige reproducties van landschappen van Pieter Bruegel de Oude, die in de streek inspiratie kwam zoeken. In 2007 werden er nog 7 extra reproducties geplaatst.
- De zeventien bruggen: Spoorwegviaduct (520 m lang, 28 m hoog) over de Pedevallei, dat gebouwd is in 1929. Zestien bogen in ter plaatse gestort gewapend beton ("zeventien" verwijst naar een extra bruggetje onder een van de bogen). Het kunstwerk draagt de esthetische kenmerken van het interbellum.
- Het Sint-Annakasteel tegenover de kerk, waar volgens de legende keizer Karel V, Bruegel en Lodewijk XIV zouden overnacht hebben.

## Natuur en landschap
Sint-Anna-Pede ligt aan de Neerpedebeek op een hoogte van 34-77 meter.

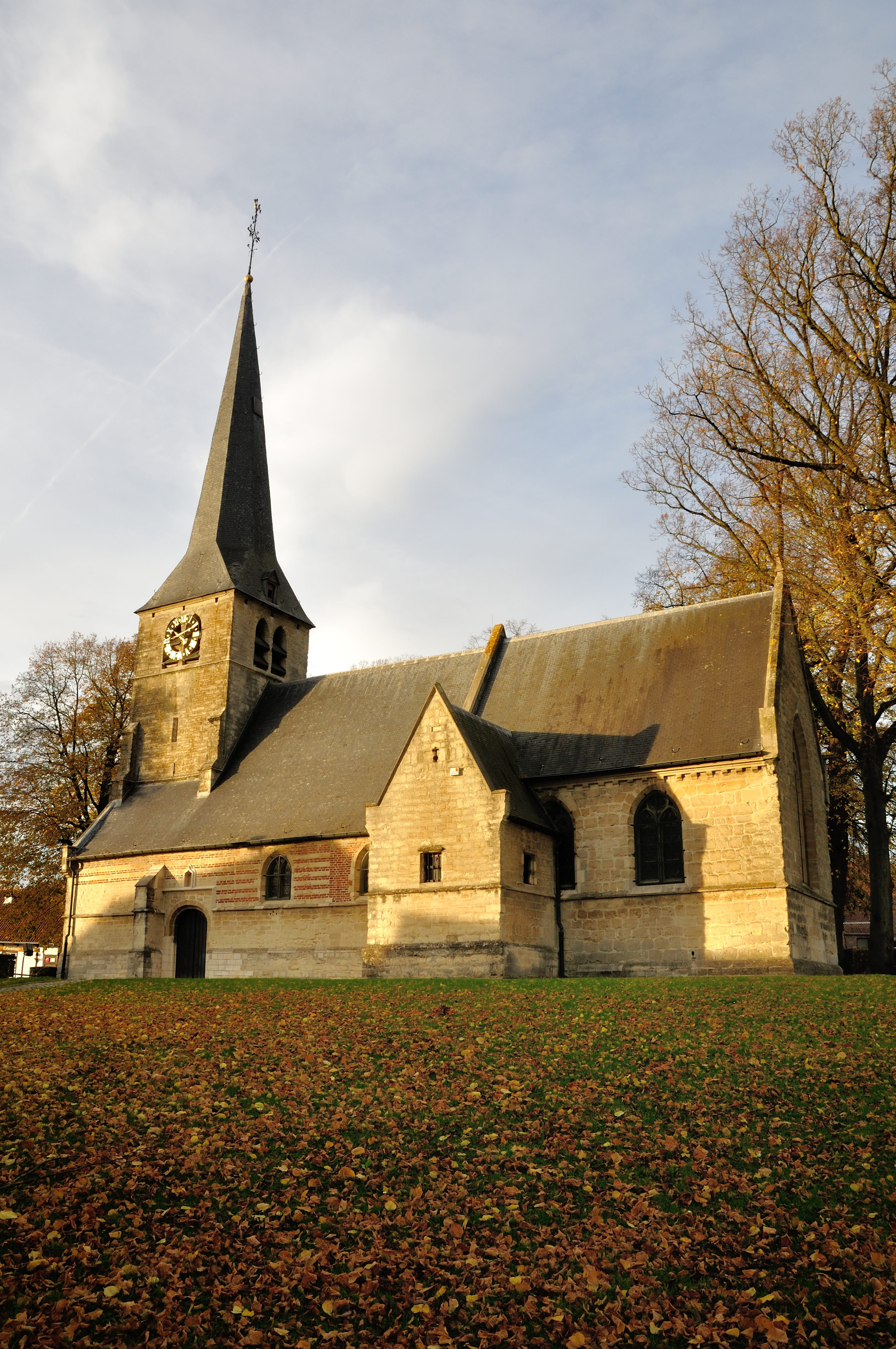
Sint-Annakerk.
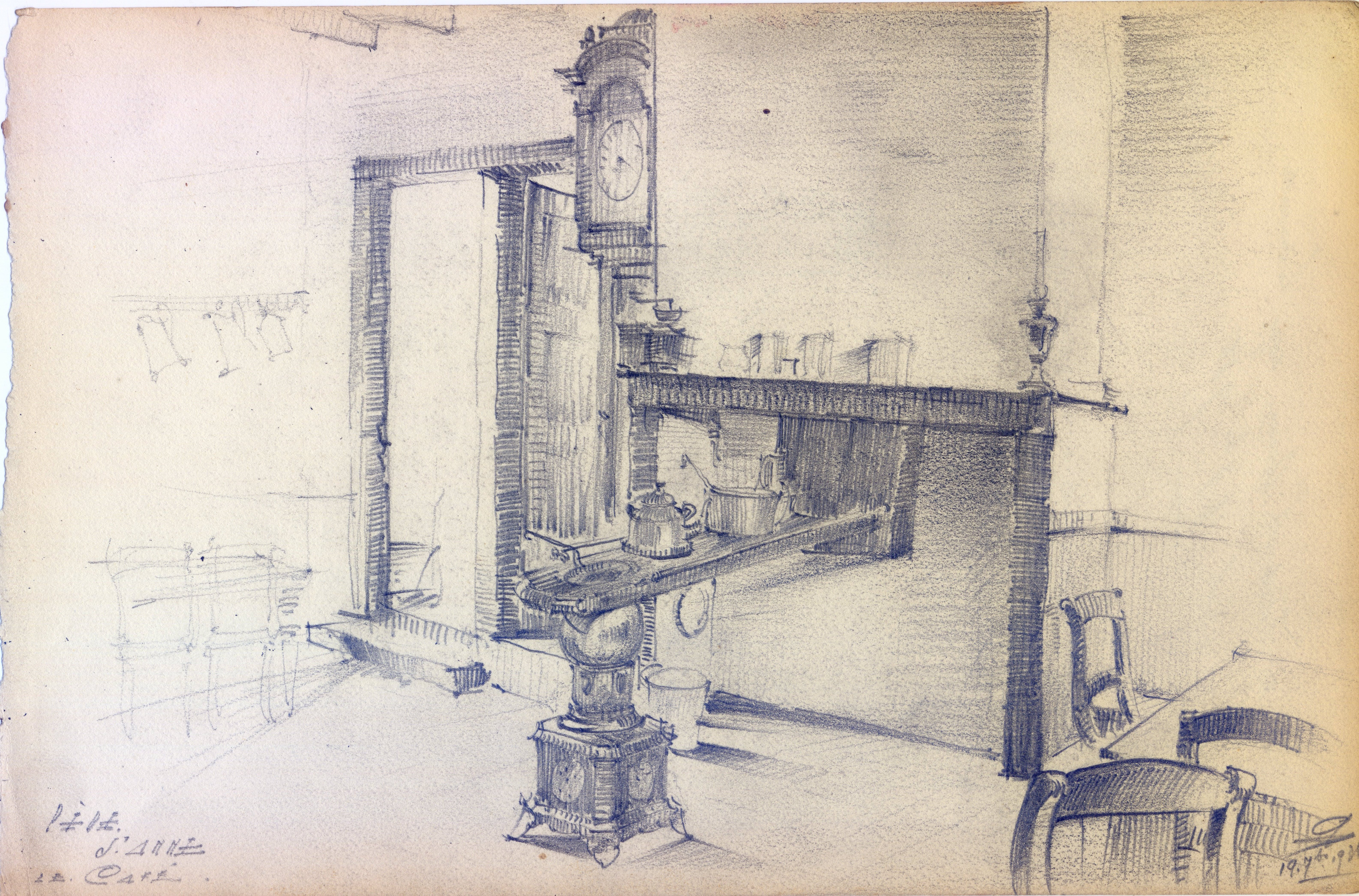
Het oude café te Sint-Anna-Pede, tekening door Léon van Dievoet, 1936.
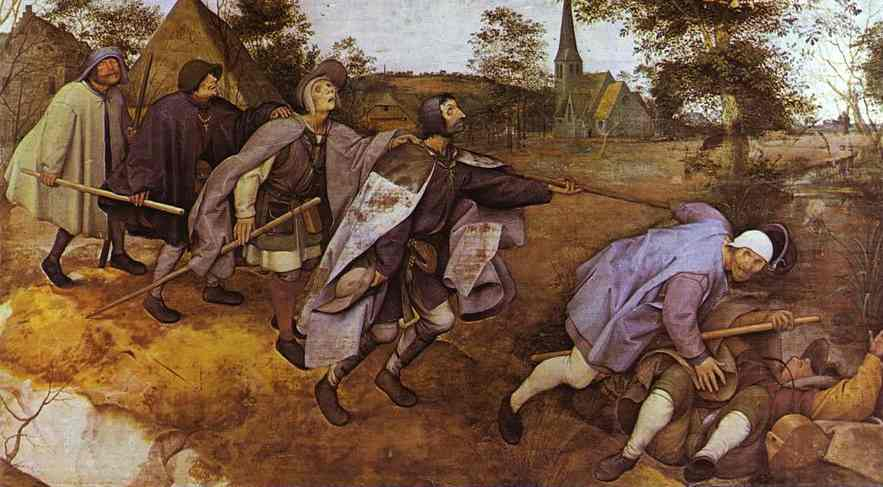
De Parabel der Blinden.

## Nabijgelegen kernen
Itterbeek, Vlezenbeek, Sint-Gertrudis-Pede, Sint-Martens-Bodegem
Deelgemeenten: Dilbeek · Groot-Bijgaarden · Schepdaal · Itterbeek · Sint-Martens-Bodegem · Sint-Ulriks-Kapelle

Dorpen: Sint-Anna-Pede · Sint-Gertrudis-Pede

Belgische gemeenten · Arrondissement Halle-Vilvoorde · Vlaams-Brabant · Vlaanderen